# Louvemont
Louvemont is een gemeente in het Franse departement Haute-Marne (regio Grand Est) en telde op 1 januari 2022 697 inwoners.
De plaats maakt deel uit van het arrondissement Saint-Dizier en sinds 22 maart 2015 van het op die dag gevormde kanton Saint-Dizier-1 nadat het werd overgeheveld van het kanton Wassy.

## Geografie
De oppervlakte van Louvemont bedroeg op 1 januari 2022 20,98 vierkante kilometer; de bevolkingsdichtheid was toen 33,2 inwoners per km².

## Demografie
Onderstaande figuur toont het verloop van het inwonertal (bron: INSEE-tellingen).